# Castillo de Diósgyőr

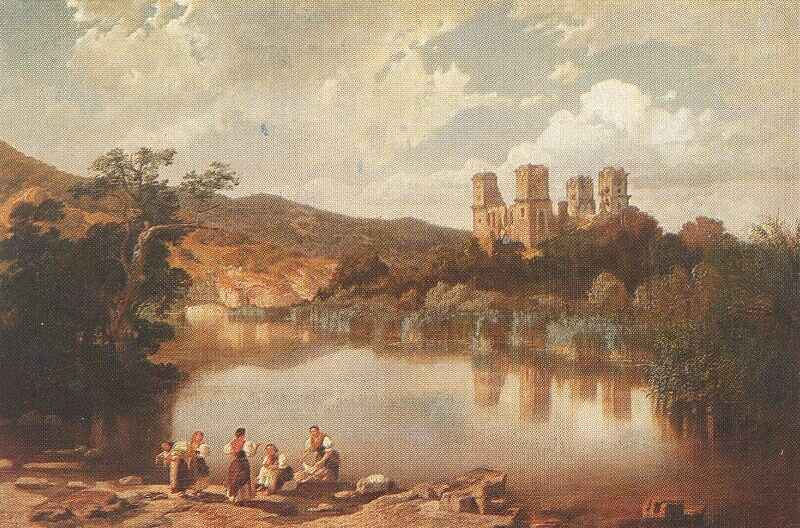
Ruinas del castillo de Diósgyőr (1860), obra de Károly Telepy (1828-1906)

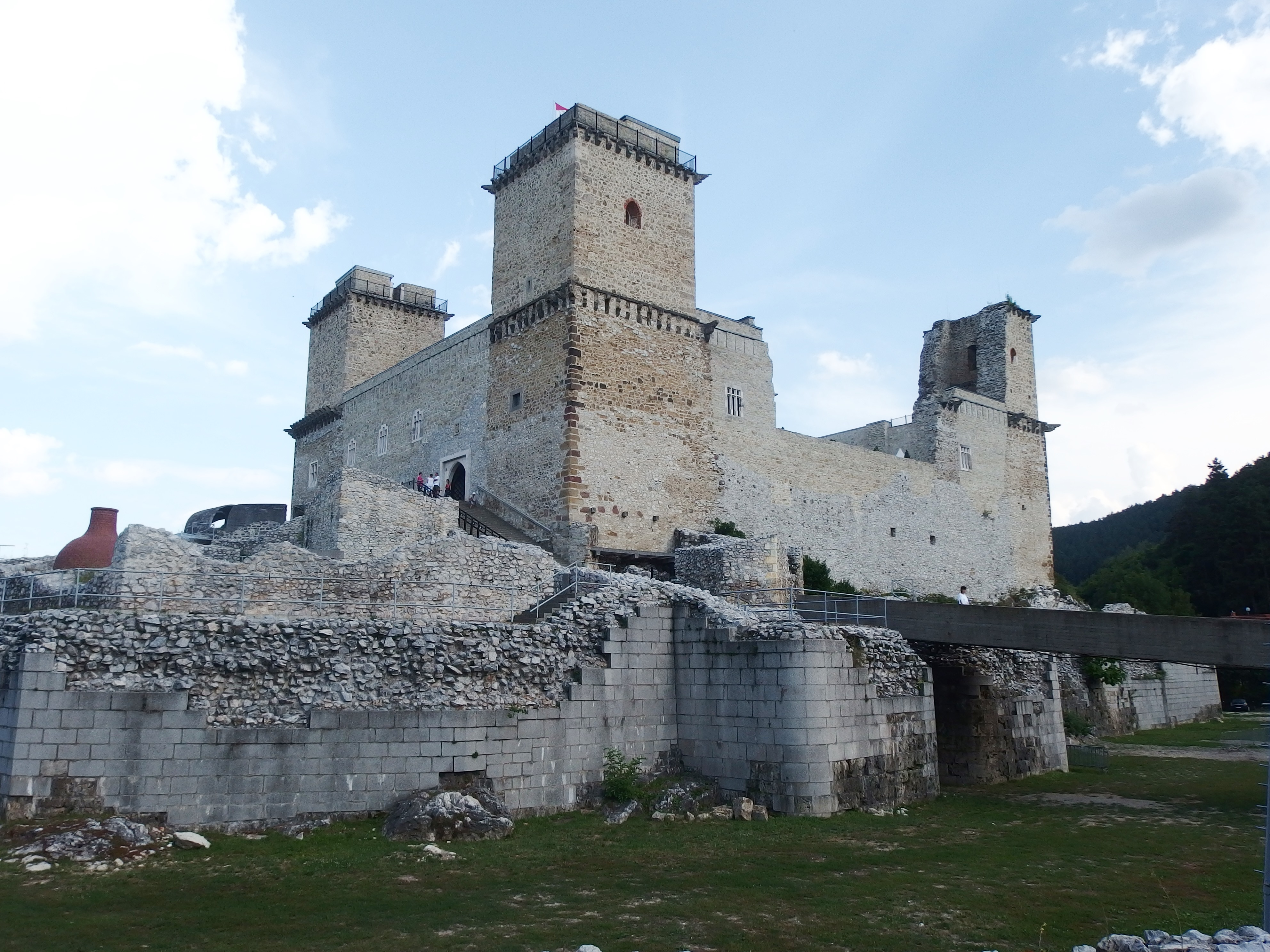
El castillo (2005)

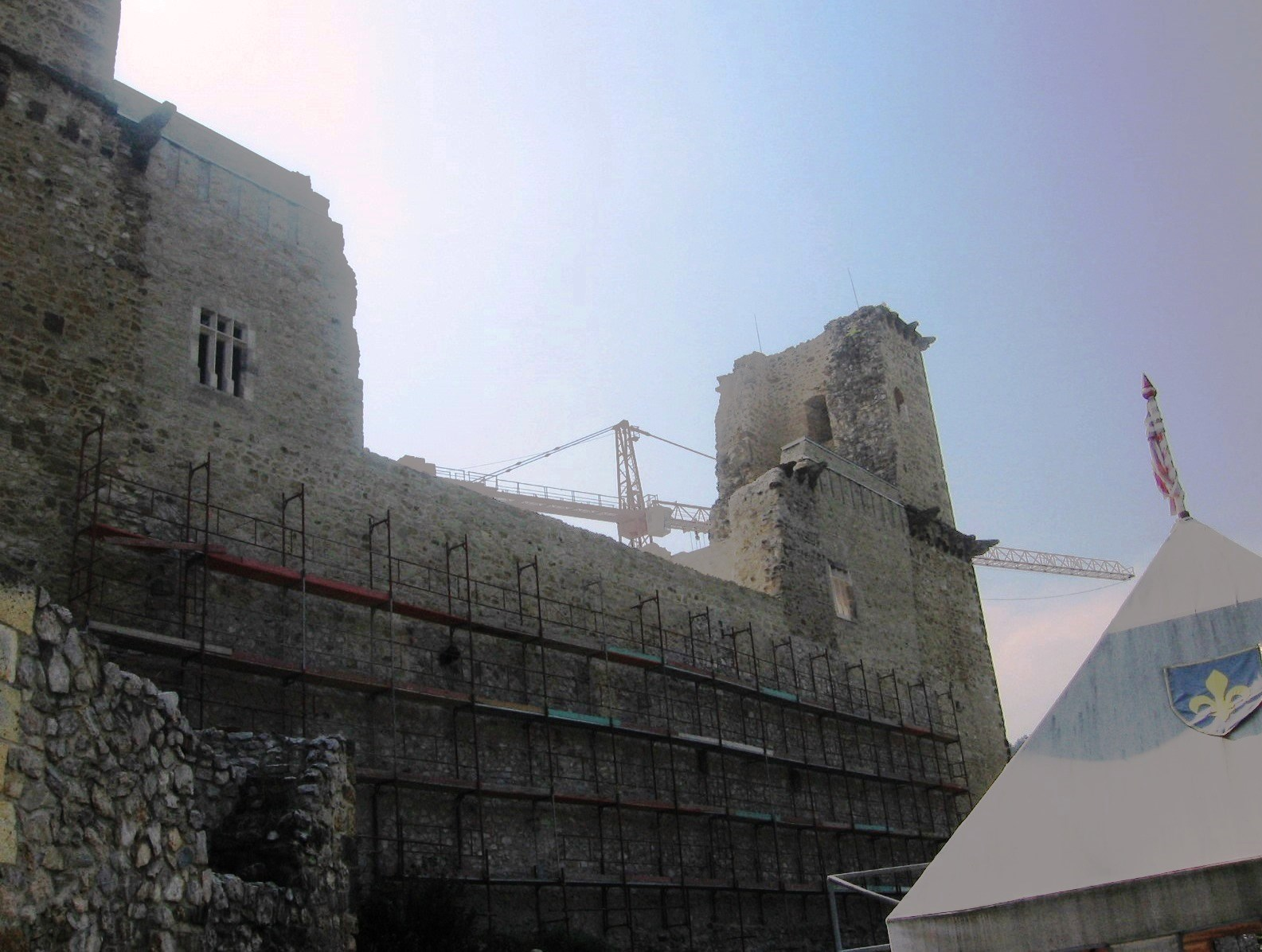
El castillo reconstruido (2014)

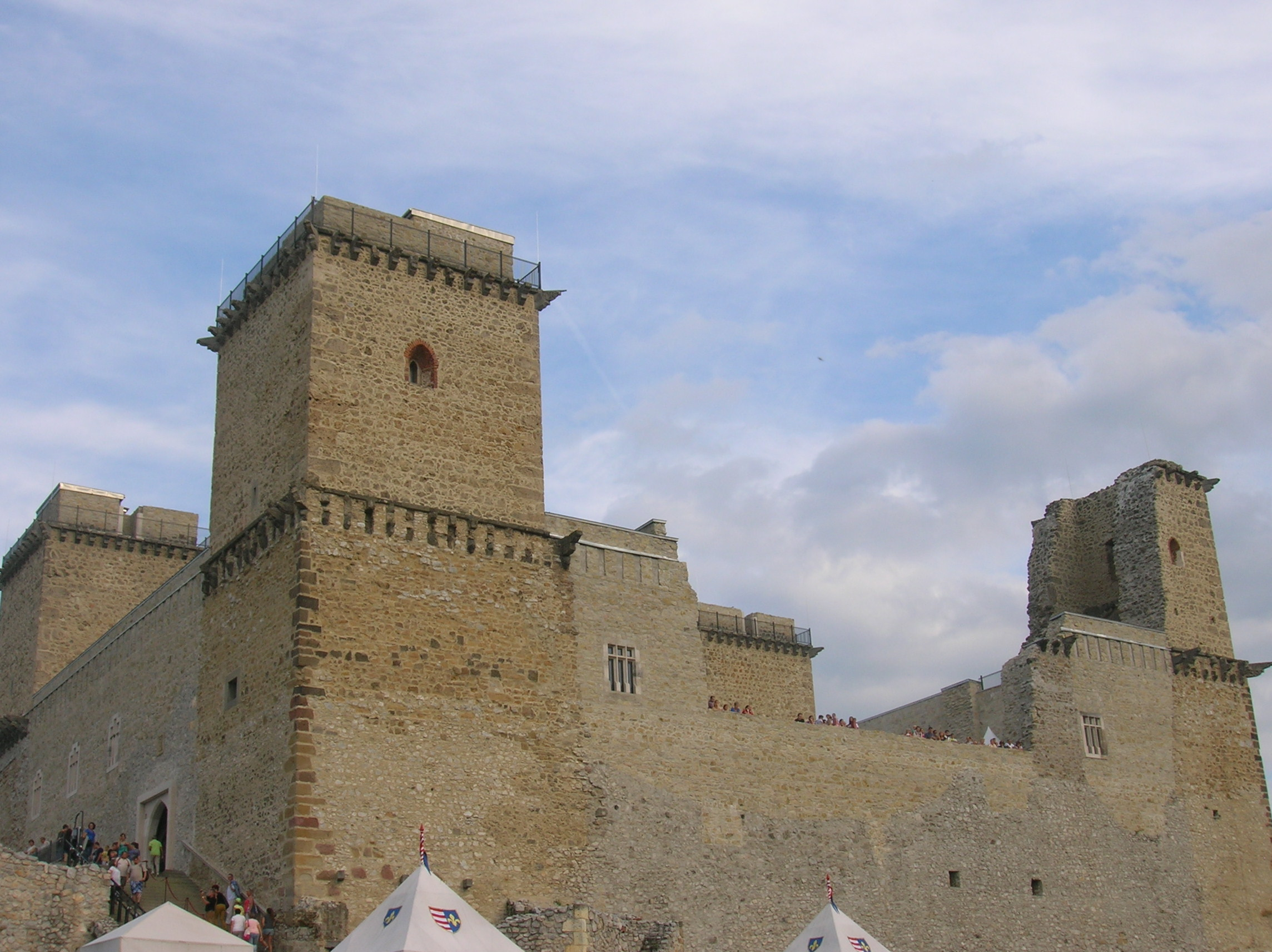
El castillo en la actualidad.

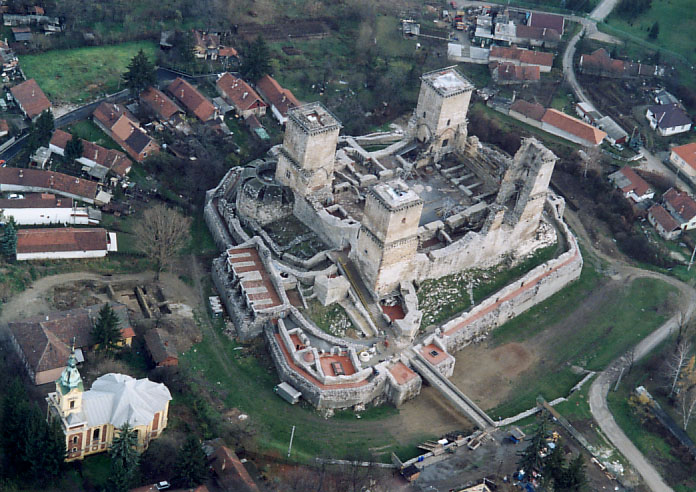
Vista aérea del castillo en ruinas antes de la restauración.

El castillo de Diósgyőr (en húngaro: Diósgyőri vár) es un castillo medieval en la histórica ciudad de Diósgyőr, que ahora forma parte de la ciudad de Miskolc, en el norte de Hungría.

## Historia
El primer castillo fue construido en el siglo XII, este probablemente se trataba de un castillo de Mota y fue destruido durante la invasión de los mongoles (1241-1242). El castillo que se encuentra actualmente, fue construido probablemente por el rey Bela IV, quien, después que los mongoles abandonaron el país, ordenó que se construyera un castillo en cada colina. En los primeros tiempos el castillo tenía una estructura oval con un torreón redondo, rodeado por un muro exterior poligonal. En 1316 fue mencionado como «castillo nuevo», lo que confirma la teoría de que fue construido en el lugar de un castillo destruido. A juzgar por un documento que enumera los impuestos pagados por las ciudades en 1330, parece ser que la ciudad en torno al castillo fue una de las más ricas del país.
El castillo tuvo su apogeo durante el reinado de Luis I (Luis el Grande). Su importancia radicaba en que estaba cerca de la carretera que llevaba a Polonia (la madre de Luis el Grande, Isabel Łokietek, fue una princesa polaca, Luis se convirtió en rey de Polonia en 1370). El rey reconstruyó el castillo y lo modernizó. Rodeado por varios muros, el castillo interior fue construido alrededor de un patio rectangular, y tenía cuatro torres, una en cada esquina. En el primer piso estaban los almacenes y en el segundo piso estaban las habitaciones y el Salón de los Caballeros, que era de 25 metros de largo y 13 metros de ancho. La modernización del castillo fue terminada bajo el reinado de la hija de Luis María. El castillo estaba rodeado por un foso de cuatro metros de profundidad.
En 1364 la cercana ciudad de Miskolc fue anexada a las propiedades de Diósgyőr. En 1381 el Tratado de Paz de Turín fue firmado en el castillo de Diósgyőr. En el tratado la ciudad italiana de Venecia se vio obligada a izar la bandera de la dinastía Anjou en la plaza de San Marcos todos los domingos. En la torre norte-oriental del castillo hay una exposición de figuras de cera que muestra al rey Luis y al enviado veneciano.
Diósgyőr perdió algo de su importancia cuando la unión personal entre Hungría y Polonia terminó (Luis repartió los dos países entre sus dos hijas María y Eduviges). Para los siguientes siglos, el castillo fue una residencia vacacional para las reinas. La última reina propietaria del castillo fue María, la esposa de Luis II. Ella dio el castillo formalmente en 1546 al príncipe reinante de Transilvania.
Cuando el ejército otomano comenzó a ocupar los territorios del sur de Hungría, el castillo fue fortificado. Sus propietarios, la familia Gyarmati Balassa lo convirtieron en una gran fortaleza, y tenían unos rondeles de estilo italiano construido en la torre noroeste. Las esbeltas torres fueron reemplazadas por fuertes bastiones. Esta fue la última vez que se reconstruyó el castillo, después de 1564 los propietarios cambiaban frecuentemente, y el castillo se deterioró poco a poco. En 1596 el ejército otomano ocupó el Castillo de Eger y derrotaron al ejército cristiano en Mezőkeresztes. El castillo de Diósgyőr también cayó, pero fue construido para ser una residencia vacacional y nunca con la intención de hacerla una gran fortaleza que resistiera el asedio de un ejército extranjero. Desde ese momento Diósgyőr estuvo bajo la ocupación otomana y la zona fue dominada por el Pasha de Eger hasta 1687, cuando esta parte del país fue liberada de la dominación turca. En ese momento, el castillo perdió toda su importancia militar.

## El castillo en la actualidad
La restauración del castillo comenzó en 1953. Originalmente sólo las partes en peligro de colapso fueron restauradas, pero también se hizo durante la excavación arqueológica de 1960. En el noreste de la torre (en la que solía estar la habitación del rey) hay una exposición sobre la historia del castillo y del monasterio paulino, una exposición de armas y figuras de cera que muestran la firma del Tratado de Paz de Turín. La torre noroeste funciona como una torre de vigilancia, con vistas de Diósgyőr y las colinas circundantes, en la planta baja existe una pequeña casa de moneda donde los turistas pueden hacer monedas conmemorativas con sus propias manos. La torre sur-oriental (donde estaban las  habitaciones de la reina) no puede ser visitada, ya que se utiliza principalmente como camerino para los actores cuando se realizan  representaciones en el castillo. La torre sur-occidental se encuentra en ruinas. Una de las principales atracciones turísticas del castillo es una gran exposición de figuras de cera en el castillo exterior. Es una de las exposiciones de figuras de cera más grandes de la Europa central y muestra seis escenas de la vida cotidiana en la medieval Diósgyőr.
Las obras del castillo se realizan dos veces cada año, en mayo y agosto. Reviviendo la Edad Media, el reinado del rey Luis y los acontecimientos de la historia húngara, se celebran torneos y juegos al aire libre, y hay una feria medieval junto al castillo. Un evento musical importante, el Festival Folclórico Kaláka, se celebra el segundo fin de semana de julio de cada año.

## Galería

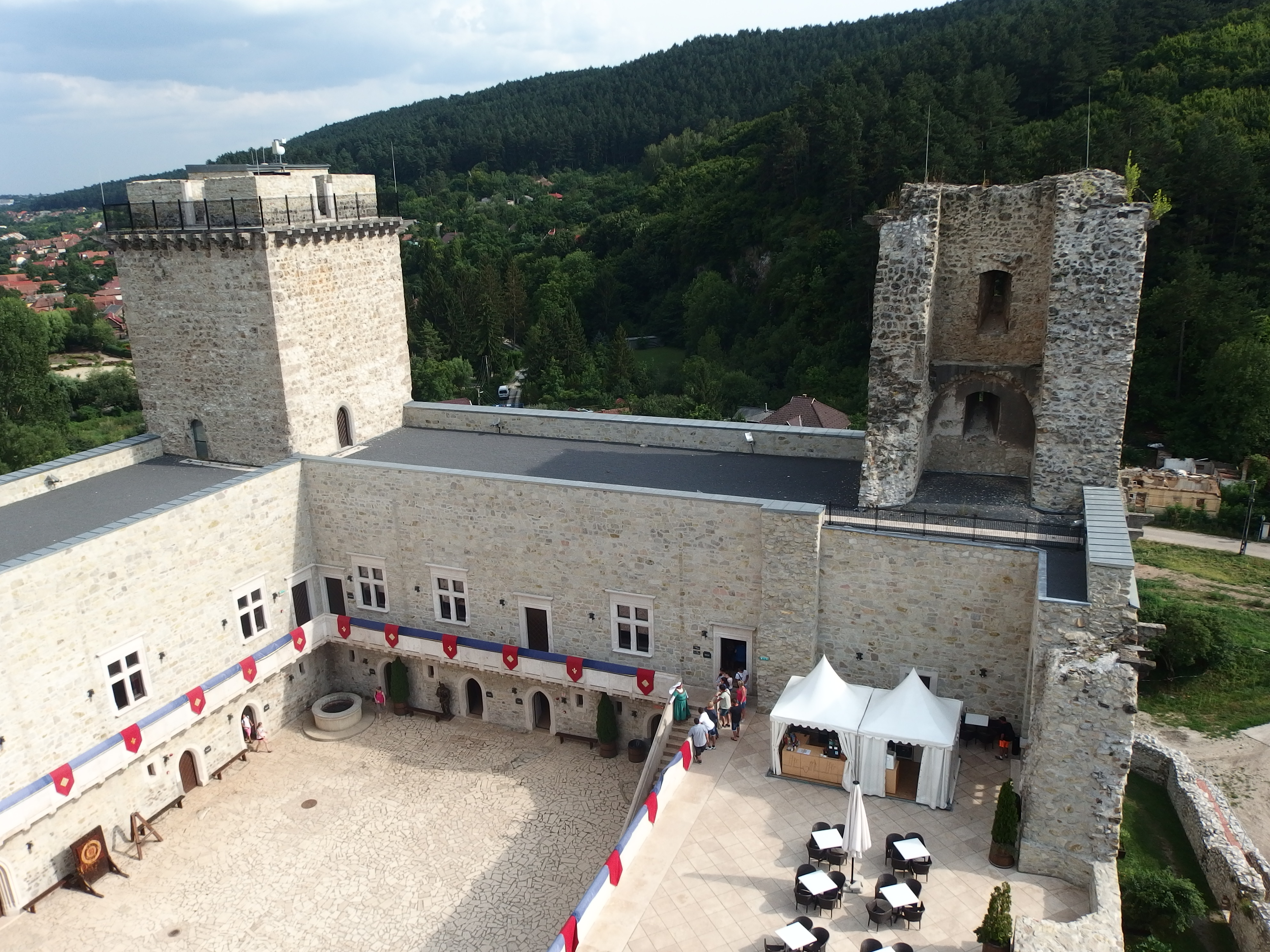
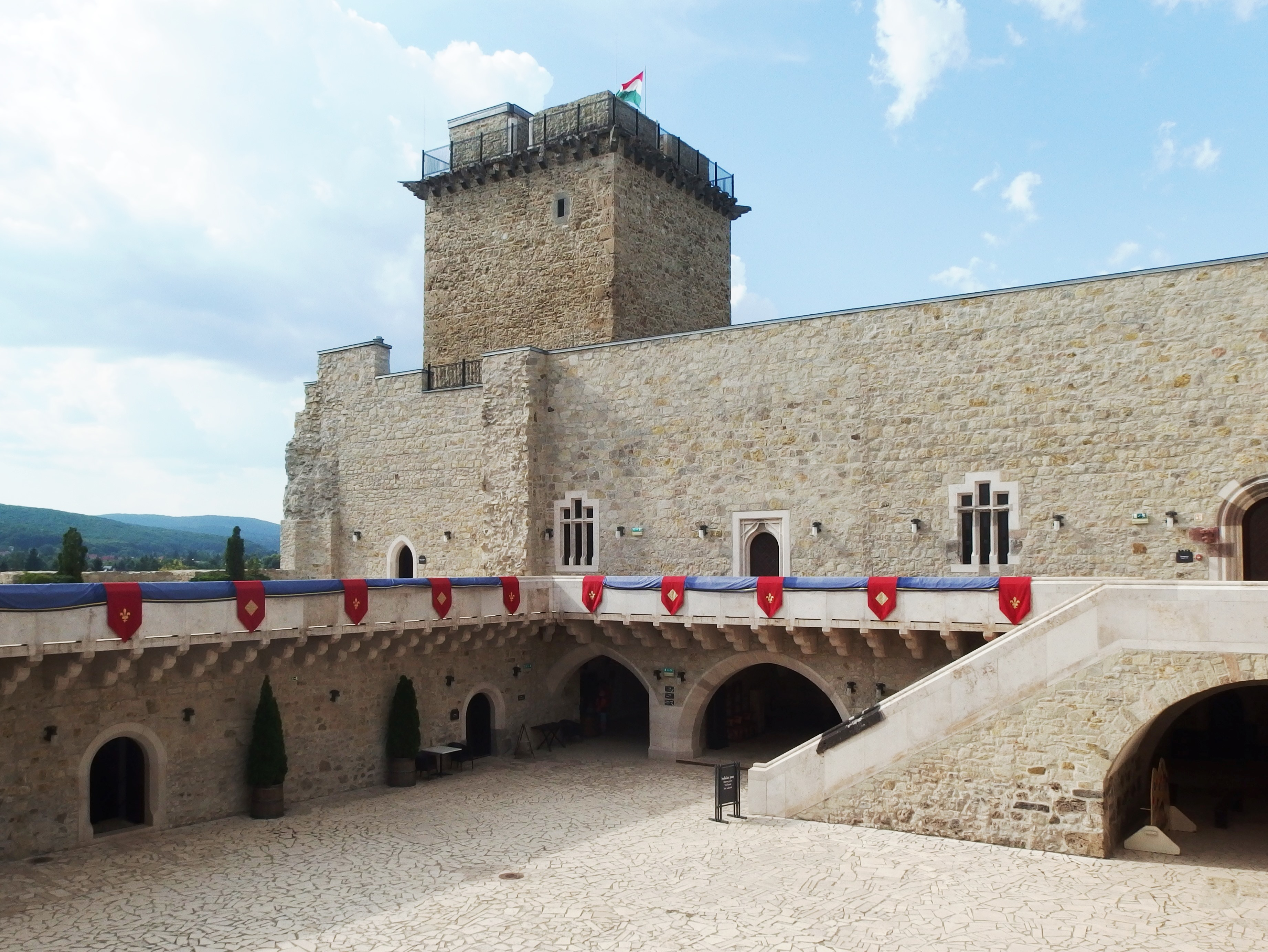
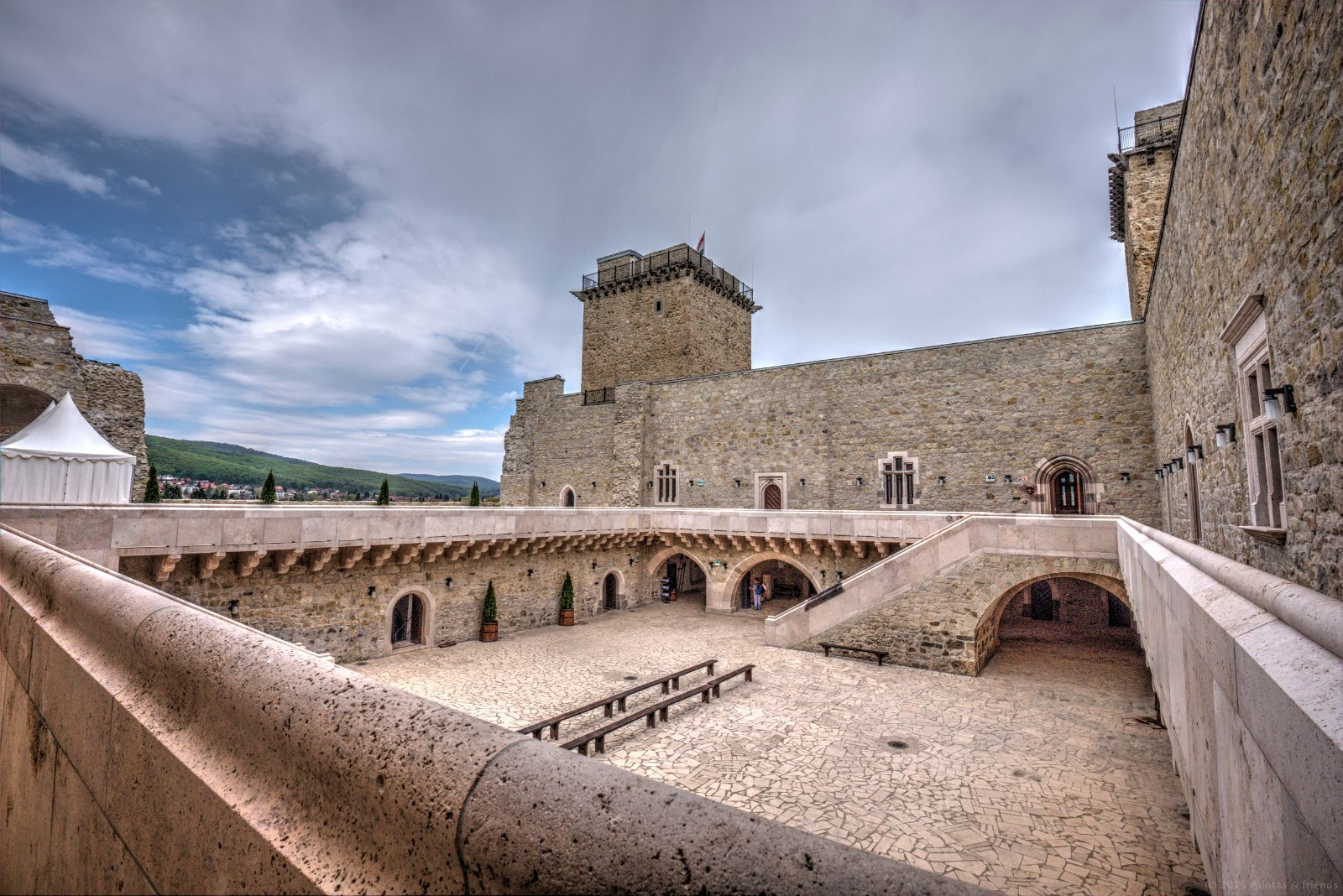
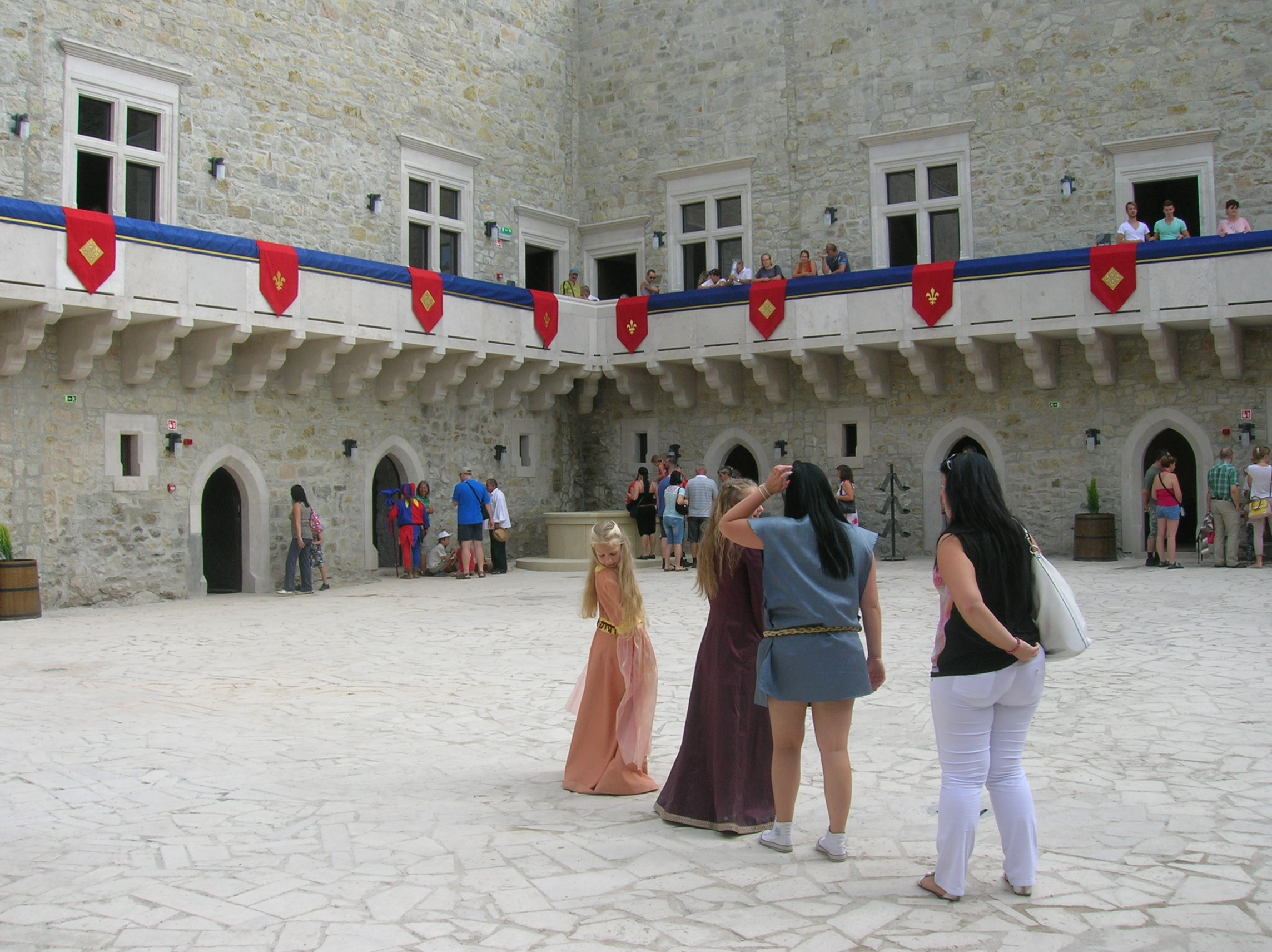